# Christian Noyer

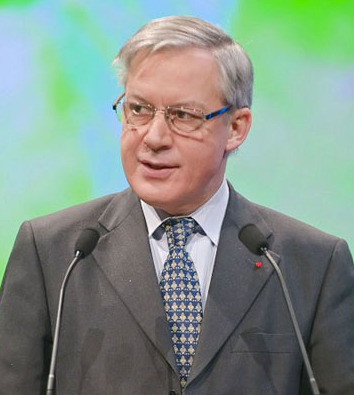
Christian Noyer in 2008

Christian Noyer (Soisy-sous-Montmorency, 6 oktober 1950) is een Frans econoom. 

## Carrière
Hij was vanaf 1 januari 1998 tot en met 1 juni 2002 directeur en tevens vicevoorzitter van de Europese Centrale Bank (ECB). Noyer werd opgevolgd door Loukas Papadimos.
In maart 2010 werd Noyer benoemd tot voorzitter van de raad van bestuur van de Bank for International Settlements.
In december 2011 maakte hij deel uit van een groep Franse hoogwaardigheidsbekleders die opriepen om het Verenigd Koninkrijk zijn AAA-rating op zijn staatsobligaties af te nemen, een hoogst ongebruikelijke actie voor een centraal bankier. 

## Voetnoten
1. ↑  BIS Board elects Christian Noyer as new Chairman, Bank for International Settlements, 8 maart 2010. Gearchiveerd op 14 april 2023.

- Bibliothèque nationale de France: cb121873014 (data)
- Gemeinsame Normdatei: 171139119
- International Standard Name Identifier: 0000 0003 5746 6357
- Library of Congress Control Number: n85148286
- Nederlandse Thesaurus van Auteursnamen: 39316358X
- Système universitaire de documentation: 030463610
- Virtual International Authority File: 53124673
- WorldCat: E39PBJpDHmtBFCC3Pr4YVChvHC